# Polyplectropus analis
Polyplectropus analis är en nattsländeart som beskrevs av Banks 1931. Polyplectropus analis ingår i släktet Polyplectropus och familjen fångstnätnattsländor. Inga underarter finns listade i Catalogue of Life.